# سوتيريوس مانولوبولوس
سوتيريوس مانولوبولوس (باليونانية: Σωτήρης Μανωλόπουλος)‏ مواليد 16 نوفمبر 1987 في سالونيك، هو لاعب كرة سلة يوناني. بدأ مسيرته الاحترافية في سنة 2003. يحمل الرقم 1. يبلغ طوله 6 قدم 10 بوصة (2.1 م). لعب مع نادي إكاروس كاليثيا لكرة السلة ونادي أريس لكرة السلة في الدوري اليوناني لكرة السلة.

## روابط خارجية
- سوتيريوس مانولوبولوس على موقع الاتحاد الدولي لكرة السلة (الإنجليزية)
- سوتيريوس مانولوبولوس على موقع كرة السلة الأوروبية.كوم (الإنجليزية)
- سوتيريوس مانولوبولوس على موقع DraftExpress.com (الإنجليزية)
- سوتيريوس مانولوبولوس على موقع ريلجم (الإنجليزية)
- سوتيريوس مانولوبولوس على موقع سبورتس رفرنس (الإنجليزية)